# Stazione di Kawachi-Matsubara
La stazione di Kawachi-Matsubara (河内松原駅?, Kawachi-Matsubara-eki) è la principale stazione della città di Matsubara, nella prefettura di Osaka, in Giappone. Presso di essa passa la linea Kintetsu Minami-Ōsaka, e fermano i treni locali e i semiespressi.

## Linee
Ferrovie Kintetsu
■ Linea Kintetsu Minami-Ōsaka

## Struttura
La stazione è realizzata in superficie, e dispone di due marciapiedi a isola con quattro binari passanti. Il fabbricato viaggiatori, di medie dimensioni, si trova sopra il piano dei binari, e collegato ad essi da scale fisse, mobili e ascensori.
| 1-2 | ■ Linea Kintetsu Minami-Ōsaka | per Fujiidera, Dōmyōji, Furuichi, Shakudo, Kashiwarajingū-mae, Yoshino e Kawachi-Nagano |
| 3-4 | ■ Linea Kintetsu Minami-Ōsaka | per Ōsaka-Abenobashi                                                                    |

## Stazioni adiacenti
| «                           | Servizio                    | »                           |
| Linea Kintetsu Minami-Osaka | Linea Kintetsu Minami-Osaka | Linea Kintetsu Minami-Osaka |
| --------------------------- | --------------------------- | --------------------------- |
| Takaminosato                | Locale                      | Eganoshō                    |
| Ōsaka Abenobashi            | Semiespresso                | Fujiidera                   |
| Transito                    | Espresso sezionale          | Transito                    |
| Transito                    | Espresso                    | Transito                    |